# Udhagamandalam
Udhagamandalam (o Udagamandalam, Udakamandalam, Ootacamund, Otacamund, Ooty) è una suddivisione dell'India, classificata come municipality, di 93.921 abitanti, capoluogo del distretto dei Nilgiri, nello stato federato del Tamil Nadu. In base al numero di abitanti la città rientra nella classe II (da 50.000 a 99.999 persone).
Anticamente la città era abitata dalla comunità pastorale dei Toda; nel corso del XVIII secolo divenne una base della Compagnia britannica delle Indie orientali. Oggi l'economia cittadina si fonda sul turismo e sull'agricoltura, in particolar modo con la coltivazione di tè. Sono presenti industrie di medicinali e pellicole fotografiche.
La stazione ferroviaria di Ooty è attraversata dalla linea del Nilgiri Mountain Railway (NMR), una delle più antiche ferrovie di montagna indiane tuttora in funzione. Il NMR è stato dichiarato sito patrimonio dell'umanità dall'UNESCO nel luglio 2005.

## Geografia fisica
La città è situata a 11° 24' 0 N e 76° 42' 0 E e ha un'altitudine di 2.213 m s.l.m..

## Società

### Evoluzione demografica
Al censimento del 2001 la popolazione di Udhagamandalam assommava a 93.921 persone, delle quali 46.925 maschi e 46.996 femmine. I bambini di età inferiore o uguale ai sei anni assommavano a 8.835, dei quali 4.409 maschi e 4.426 femmine. Infine, coloro che erano in grado di saper almeno leggere e scrivere erano 74.686, dei quali 39.497 maschi e 35.189 femmine.